# ویلافالتو
ویلافالتو (به ایتالیایی: Villafalletto) یک کومونه در ایتالیا است که در استان کونیو واقع شده‌است. ویلافالتو ۲۹٫۶ کیلومتر مربع مساحت و ۲٬۸۷۳ نفر جمعیت دارد و ۴۳۱ متر بالاتر از سطح دریا واقع شده‌است.

## خواهرخوانده
شهر Torremaggiore خواهرخواندهٔ ویلافالتو هست.